# Federación Brasil de la Esperanza
La Federación Brasil de la Esperanza (en portugués: Federação Brasil da Esperança) es una alianza política de Partido de los Trabajadores, Partido Comunista do Brasil y el Partido Verde. Fue creada para conseguir el apoyo suficiente para Lula da Silva en las elecciones de 2022.
La alianza fue creada y aprobaron por el Tribunal Superior Electoralel 18 de abril de 2022 para las elecciones de octubre.

## Historia

### Antecedentes
En 2017, el Congreso Nacional de Brasil aprobó una enmienda constitucional que abolió las coaliciones legislativas y estableció un umbral electoral para recibir subsidios a los partidos. La reforma electoral tenía como objetivo disminuir el número efectivo de partidos en Brasil. Después de la reforma, los partidos más pequeños querían crear un nuevo mecanismo para ayudarlos a ganar escaños, y muchos propusieron un voto único e intransferible. En 2021, se aprobó la creación de federaciones de partidos, basadas en el modelo del uruguayo Frente Amplio.
Después de la aprobación de las federaciones, comenzaron las conversaciones para formar federaciones de centroizquierda, que iniciaron conversaciones oficiales para formar una federación entre el Partido de los Trabajadores, el Partido Socialista Brasileño (PSB), el Partido Socialismo y Libertad (PSOL), el Partido Comunista de Brasil y el Partido Verde a fines de 2021. El PSOL abandonó rápidamente las negociaciones y prefirió centrarse en una federación con la Red de Sostenibilidad (REDE). Las negociaciones entre el PT y el PSB llegaron a etapas avanzadas, con una amplia mayoría de políticos del PSB queriendo unirse a la federación liderada por el PT, pero el PSB se retiró de la federación debido a desacuerdos sobre São Paulo, especialmente debido a los candidatos a gobernador y alcalde.

### Formación
En abril de 2022, el PT, el PCdoB y el PV aprobaron una federación y posteriormente la enviaron al Tribunal Superior Electoral. La federación fue aprobada y se formó oficialmente.